# Anadia (lézard)
Pour les articles homonymes, voir Anadia.
Genre
Anadia est un genre de sauriens de la famille des Gymnophthalmidae.

## Répartition
Les 19 espèces de ce genre se rencontrent dans le nord de l'Amérique du Sud et dans le sud de l'Amérique centrale.

## Description
Ce sont des reptiles diurnes, et ovipares assez petits, aux pattes petites voire atrophiées.

## Liste des espèces
Selon The Reptile Database (5 janvier 2016) :
- Anadia altaserrania Harris & Ayala, 1987
- Anadia antioquensis Arredondo, 2013
- Anadia bitaeniata Boulenger, 1903
- Anadia blakei Schmidt, 1932
- Anadia bogotensis (Peters, 1863)
- Anadia brevifrontalis (Boulenger, 1903)
- Anadia bumanguesa Rueda-Almonacid & Caicedo, 2004
- Anadia escalerae Myers, Rivas & Jadin, 2009
- Anadia hobarti La Marca & García-Pérez, 1990
- Anadia marmorata (Gray, 1846)
- Anadia mcdiarmidi Kok & Rivas, 2011
- Anadia ocellata Gray, 1845
- Anadia pamplonensis Dunn, 1944
- Anadia pariaensis Rivas, La Marca & Oliveros, 1999
- Anadia petersi Oftedal, 1974
- Anadia pulchella Ruthven, 1926
- Anadia rhombifera (Günther, 1859)
- Anadia steyeri Nieden, 1914
- Anadia vittata Boulenger, 1913

## Publication originale
- Gray, 1845 : Catalogue of the specimens of lizards in the collection of the British Museum. p. 1-289 (texte intégral).